# Qeleshe

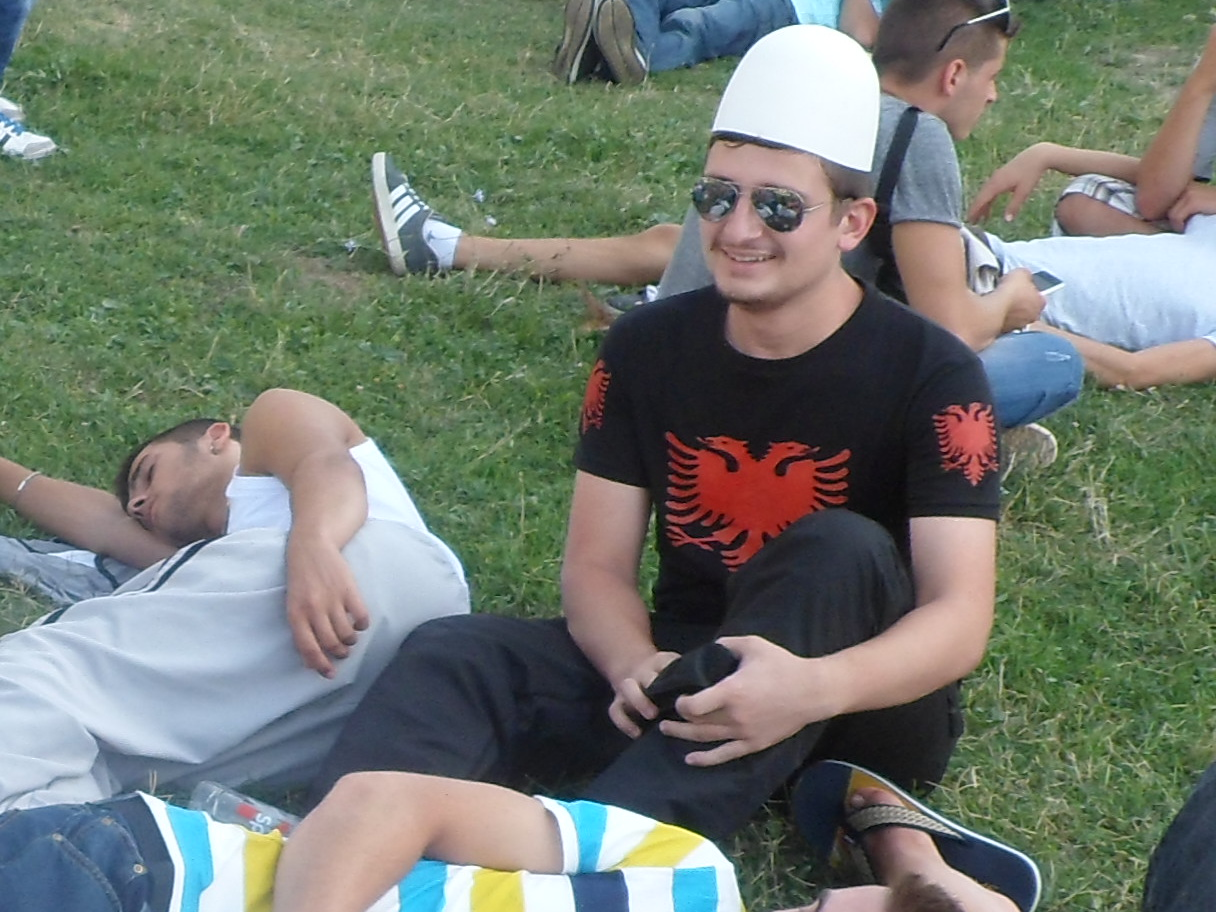
Un joven albanés con un qeleshe.

Un qeleshe es una gorra tradicional, que es vestida por los hombres albaneses en Albania, Serbia, Montenegro, Macedonia del Norte, y los pueblos arbëresh en Italia.
La forma de la gorra cambia según la región: al noreste de Albania, el cono es más corto y en el sureste de Albania es más largo, especialmente en las regiones de Gjirokastër y Vlorë, con la excepción de las regiones de Myzeqe, donde la gorra es más corta como en el noreste de Albania. En algunas áreas del sureste de Albania, de la gorra sale una pequeña protuberancia. La gorra está fabricada con una sola pieza de fieltro de lana, por lo general blanca, que se moldea con la forma de la cabeza. 
El nombre qeleshe hace referencia a la palabra albanesa para "lana" (en albanés: lesh).
En el norte de Albania, la forma se asemeja a una cáscara de huevo cortado a la mitad. Mientras que en el sur de Albania, su forma es la de un cono con un corte superior. A veces el qeleshe es vestido con una bandana atada alrededor de la cabeza.